# Pošta pro tebe
Pošta pro tebe je televizní pořad České televize. Pořad měl v České televizi premiéru 19. května 2005. Pořadem provázela Ester Janečková, nicméně od premiéry až do 30. června 2005 byla první moderátorkou pořadu Barbora Kodetová. Předlohou pořadu byl italský originál C'è posta per te mediální skupiny Mediasat, na základě kterého ale nejdříve vznikla slovenská verze Pošta pre teba vysílaná slovenskou Jednotkou už od února 2004, česká verze od stejných tvůrců, se stejnou znělkou a grafikou vznikla až záhy. Pořad vysílaný bezmála dvacet let mezitím u českého obecenstva v podstatě zlidověl.

## Popis
Jedná se o reality-show, do které se hlásili diváci České televize, zpravidla, kteří postrádali nebo kterým se stýskalo po někom z osobní minulosti. Televize mezitím prostřednictvím pomoci ostatních diváků, mediálních výzev a dalších prostředků, mezi které v prvních dílech patřilo i najímání detektivní kanceláře, tyto osoby hledala. Nalezené osoby kontaktovala prostřednictvím postavy Pošťáka Ondry (hrál Martin Kavan) se štábem a byla jim před kamerou nabídnuta účast v pořadu předáním symbolické červené obálky. V natáčecí den byli do studia pozváni nejdříve ti, kteří se do pořadu přihlásili a moderátorka s nimi vedla krátký rozhovor o těch, které si hosté do pořadu pozvali. Pokud ti s účastní souhlasili, v natáčecí den byli pozváni do studia poté také a moderátorka provedla rozhovor i s nimi. Na konci rozhovoru prostřednictvím obrazovky na stěně uprostřed studia byl pozvaným hostům zobrazen ten, kdo si je pozval. Poté dostali možnost buď stěnu mezi nimi „odsunout“ a setkat se osobně, nebo ji nechat stát a odejít.

## Kontroverze
Kvůli svému formátu pořad sám vytvářel prostor pro nezamýšlené problémy, což si postupně uvědomovali i diváci samotní. Samotným problémem byl například právě fakt, že přihlášení účastníci mohli v pořadu prozradit vlastně jakékoliv intimní osobní věci o sobě i pozvaných účastnících a ti naopak nevěděli o tom, kdo je do pořadu pozval do posledního momentu. Do pořadu se navíc mohl přihlásit prakticky kdokoliv a pozvat také prakticky kohokoliv, i když si to druhá strana nemusela přát. Neexistoval tak žádný mechanismus, jak zabránit tomu, aby do pořadu nepřišel host, který se s přihlášenými účastníky vidět nechce, ani jak zabránit tomu, že televize odvysílá jednostranné pomluvy o druhé straně, která se jim vlastně nemohla nijak bránit. Tyto problémy ve formátu přirozeně vedly k různým excesům a kontroverzním událostem v pořadu, kdy si například stalker pozval svou oběť, manipulativní matka pozvala svou dceru, kterou v dětství týrala a která s ní kvůli tomu v dospělosti rozvázala styky a podobně.